# کوال
کوال (به لاتین: Kowal) یک منطقهٔ مسکونی در لهستان است که در شهرستان ووتس‌واوک واقع شده است.
این شهر همچنین محل تولد کازیمیر کبیر، پادشاه لهستان است.

## خصوصیات
کوال ۴٫۶۸ کیلومترمربع مساحت و ۳٬۴۸۴ نفر جمعیت دارد.